# Jankowo Pomorskie
Jankowo Pomorskie – stacja kolejowa w Drawsku Pomorskim, w Polsce, w województwie zachodniopomorskim, w powiecie drawskim.

## Ruch pasażerski
| Rok  | Wymiana pasażerska na dobę |
| ---- | -------------------------- |
| 2017 | 10-19                      |
| 2022 | 10-19                      |

## Połączenia
- Drawsko Pomorskie
- Runowo Pomorskie
- Stargard
- Szczecin
- Szczecinek